# Stelechocarpus cauliflorus
Stelechocarpus cauliflorus (Scheff.) J.Sinclair – gatunek rośliny z rodziny flaszowcowatych (Annonaceae Juss.). Występuje naturalnie w Kambodży, Malezji oraz na indonezyjskiej wyspie Sumatrze. 

## Morfologia
PokrójZimozielone drzewo dorastające do 12 m wysokości.
LiścieMają podłużnie lancetowaty kształt. Mierzą 12,5–25 cm długości oraz 3,2–8 cm szerokości. Są skórzaste. Nasada liścia jest ostrokątna. Blaszka liściowa jest o ostrym wierzchołku. Ogonek liściowy jest nagi i dorasta do 5 mm długości.
KwiatySą pojedyncze, rozwijają się bezpośrednio na pniach i gałęziach (kaulifloria). Kwiaty żeńskie znajdują się u podstawy pnia, natomiast Kwiaty męskie są na wierzchołku drzewa oraz na gałęziach. Płatków jest 6, ułożone w dwóch okółkach, są wolne, nakładające się na siebie, mają żółtą barwę.
OwoceMają jajowaty kształt, są owłosione.

## Biologia i ekologia
Rośnie w lasach, na terenach nizinnych.